# Ouled Si Ahmed
Ouled Si Ahmed è un comune dell'Algeria, situato nella provincia di Sétif.